# Мечеть Сінана-паші (Стамбул)
Мечеть Сінана-паші (тур. Sinan Paşa Camii) — мечеть. Знаходиться в європейській частині міста Стамбул, мікрорайон Сінанпаша, район Бешикташ

## Історія
Будівництво мечеті замовив капудан-паша, і брат великого візира Рустема-паші Сінан-паша.
Архітектором був призначений знаменитий Мімар Сінан.
Зразком для будівництва мечеті він  вибрав мечеть Юч Шерефели в Едірні Мечеть має прямокутну форму, центральна частина її накрита куполом на вітрилах.
При мечеті було медресе, де був побудований  з мармуру фонтан для обмивань. З правої сторони мінбару, прикрашений написами (каліграфією) та квітковим орнаментом знаходиться міхраб.
Недалеко знаходиться пристань Барбаросси. Біля мечеті через дорогу розташований мавзолей знаменитого Барбаросси.